# Síktelep
Síktelep (románul: Șesuri Spermezeu-Vale) falu Romániában, Erdélyben, Beszterce-Naszód megyében.

## Fekvése
Bethlentől északra, Ispánmező közelében fekvő település.

## Története
Síktelep korábban Ispánmező (Spermezeu) része, az 1956-os népszámláláskor is Ispánmező tartozéka, 147 lakossal.
1966-os népszámláláskor 185, 1977-ben 158, 1992-ben pedig 153 lakost számoltak itt össze.

## A görögkatolikus templom belülről

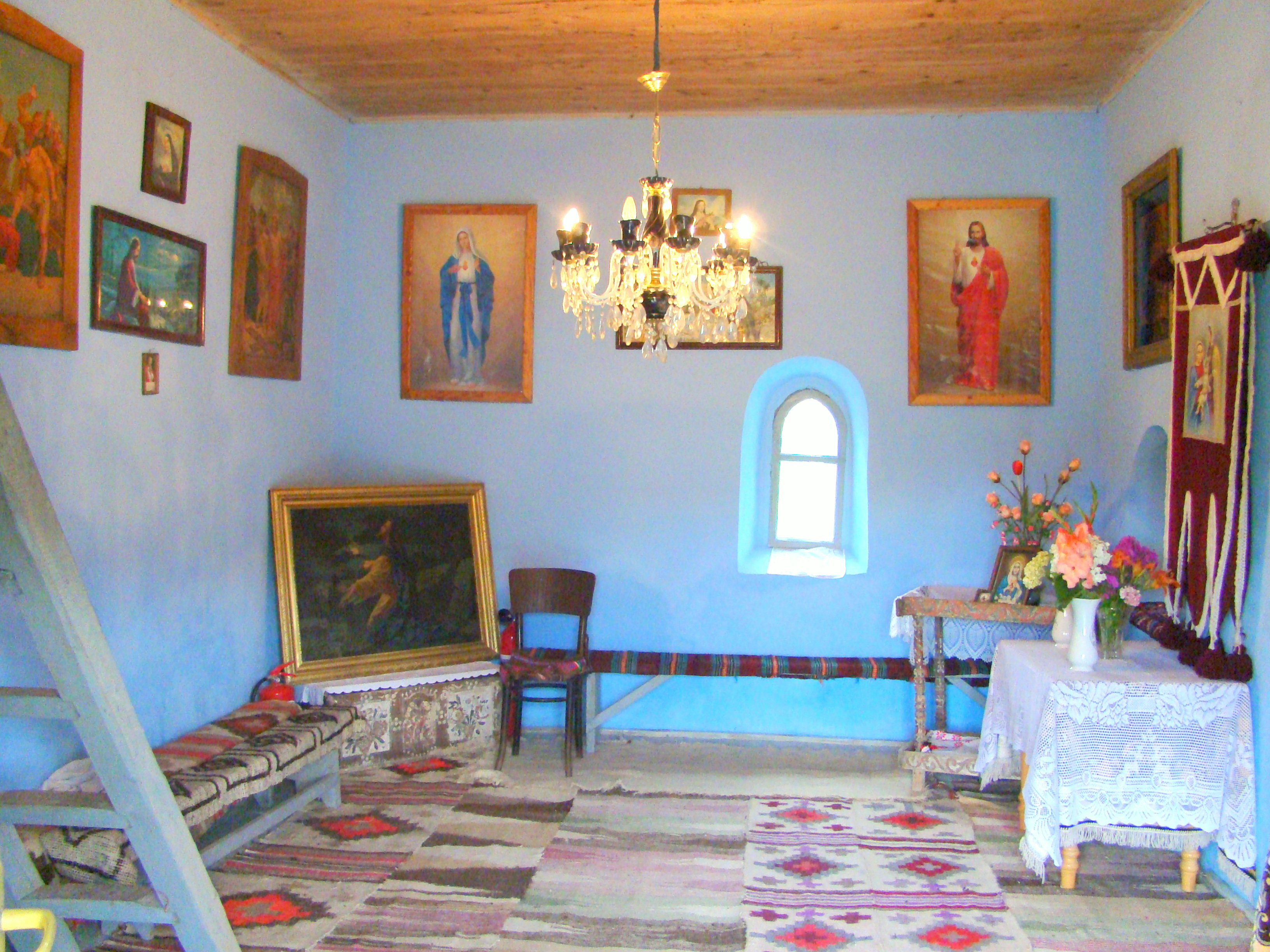
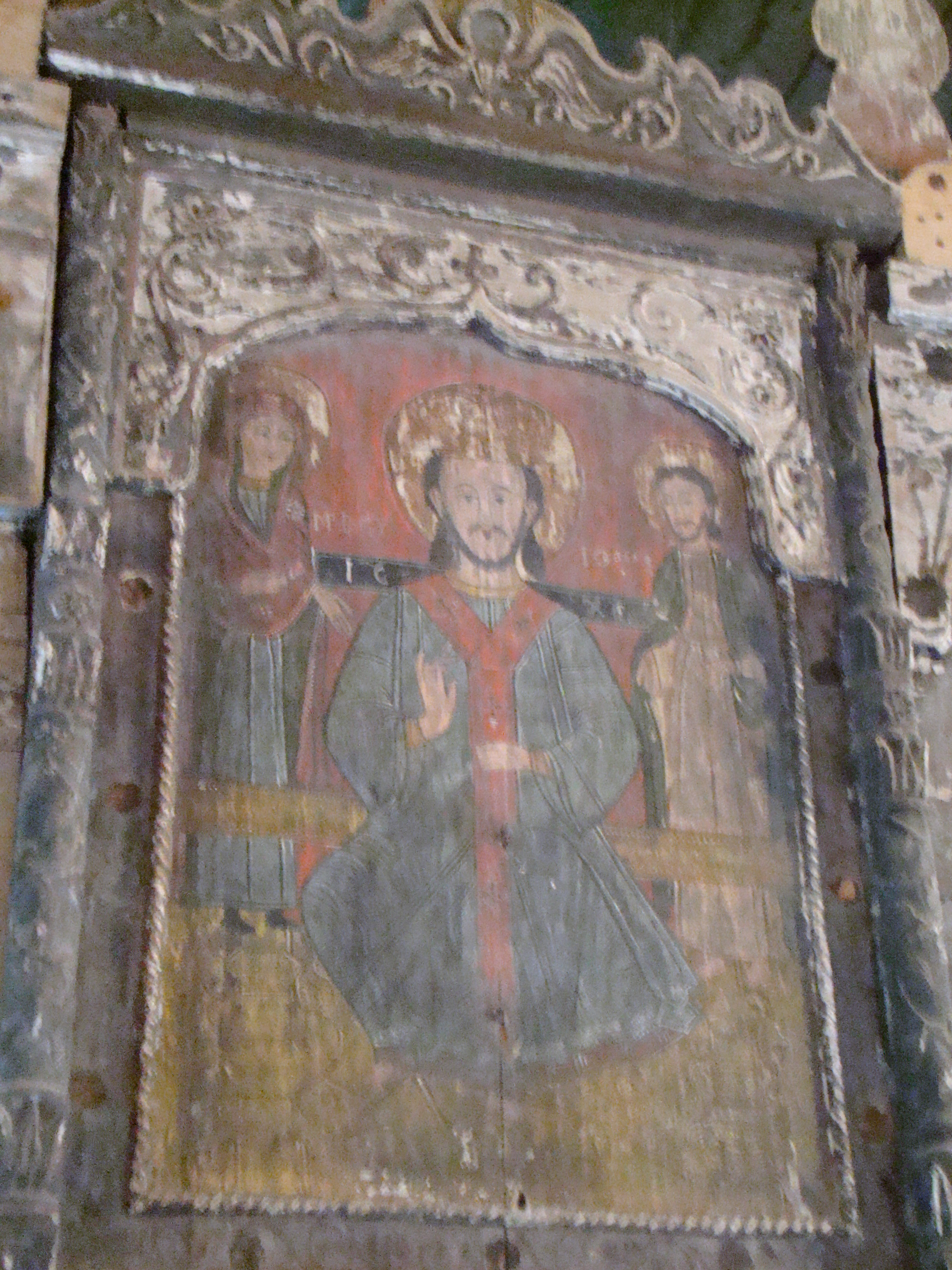
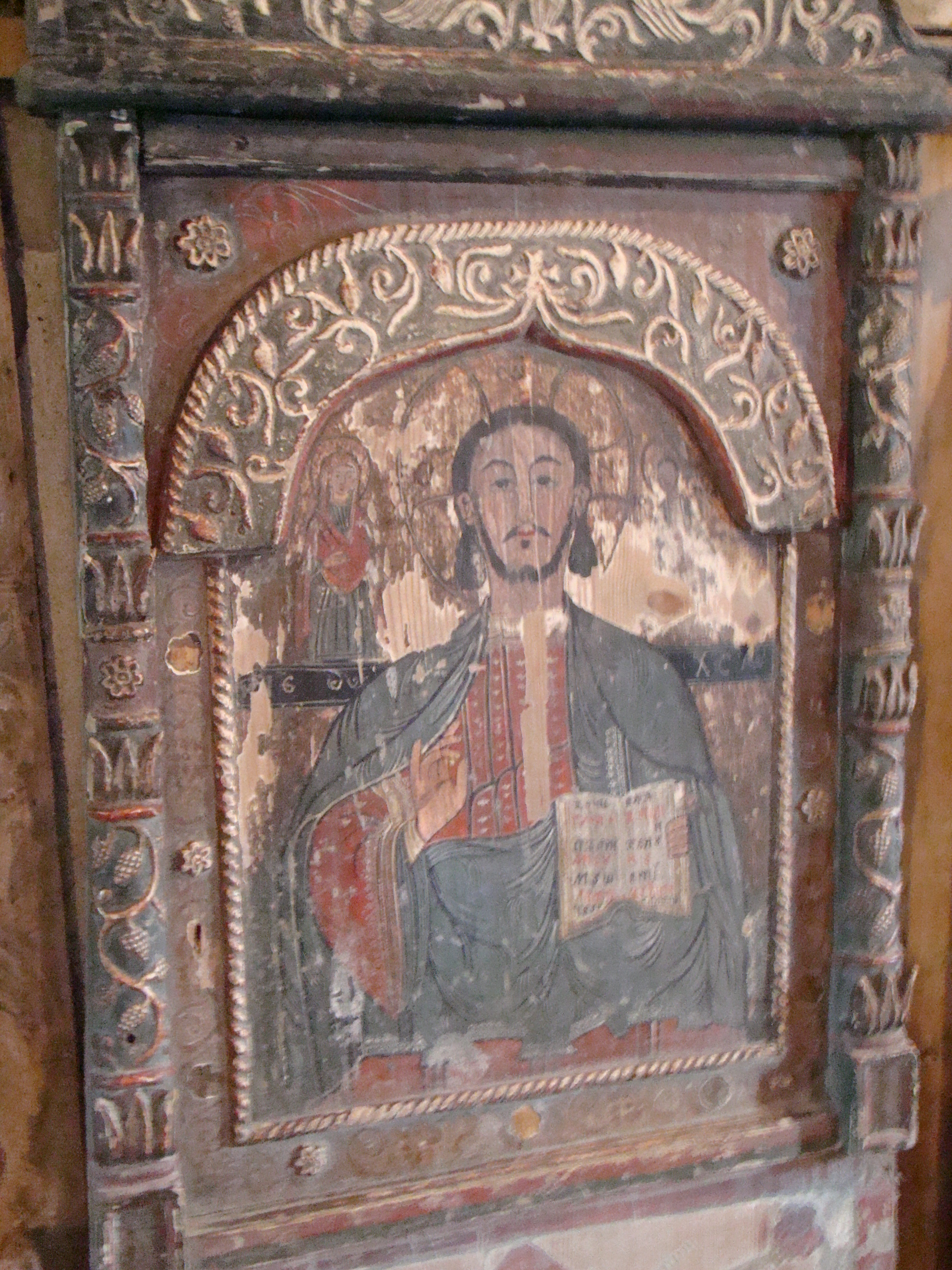
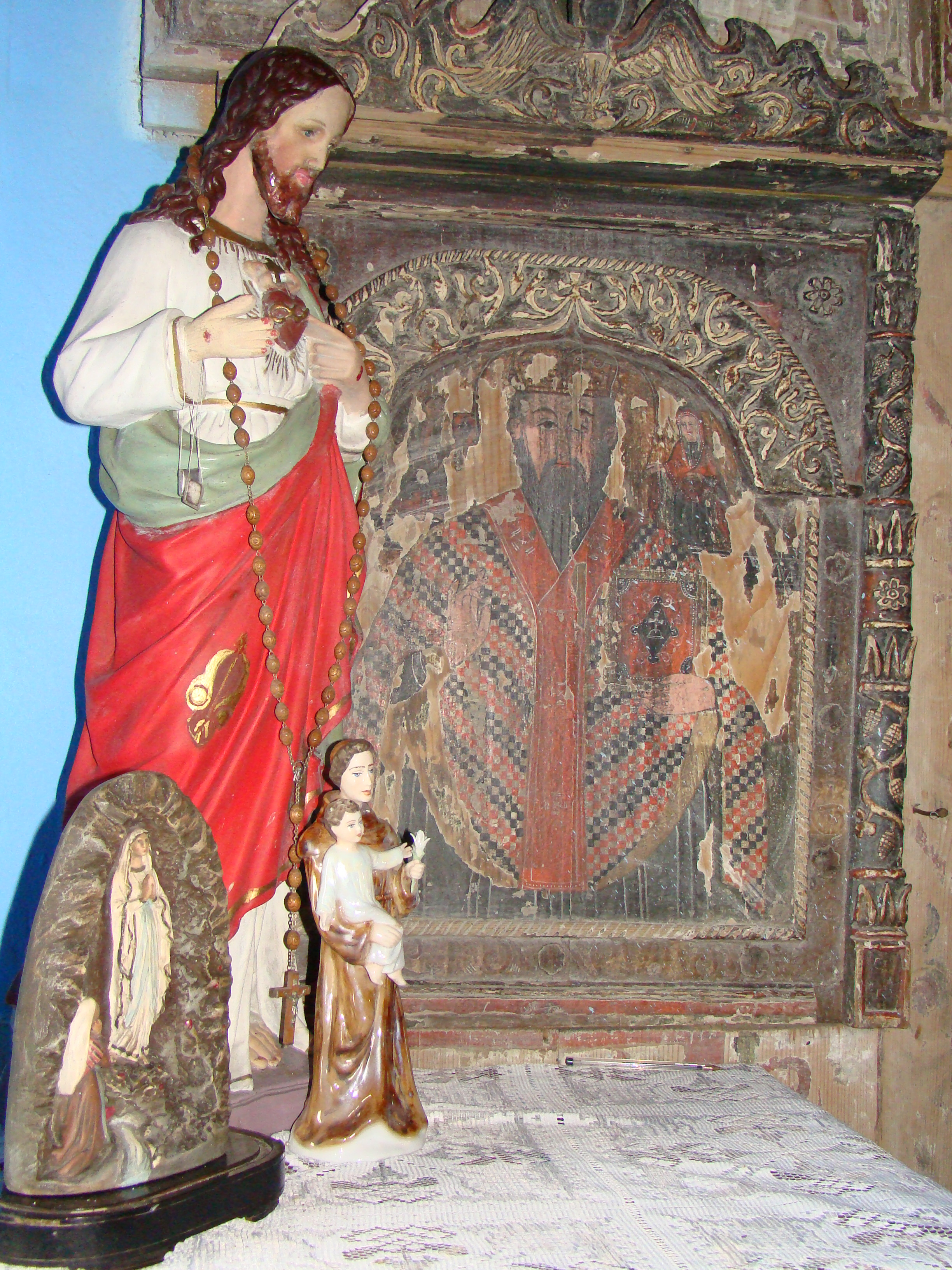
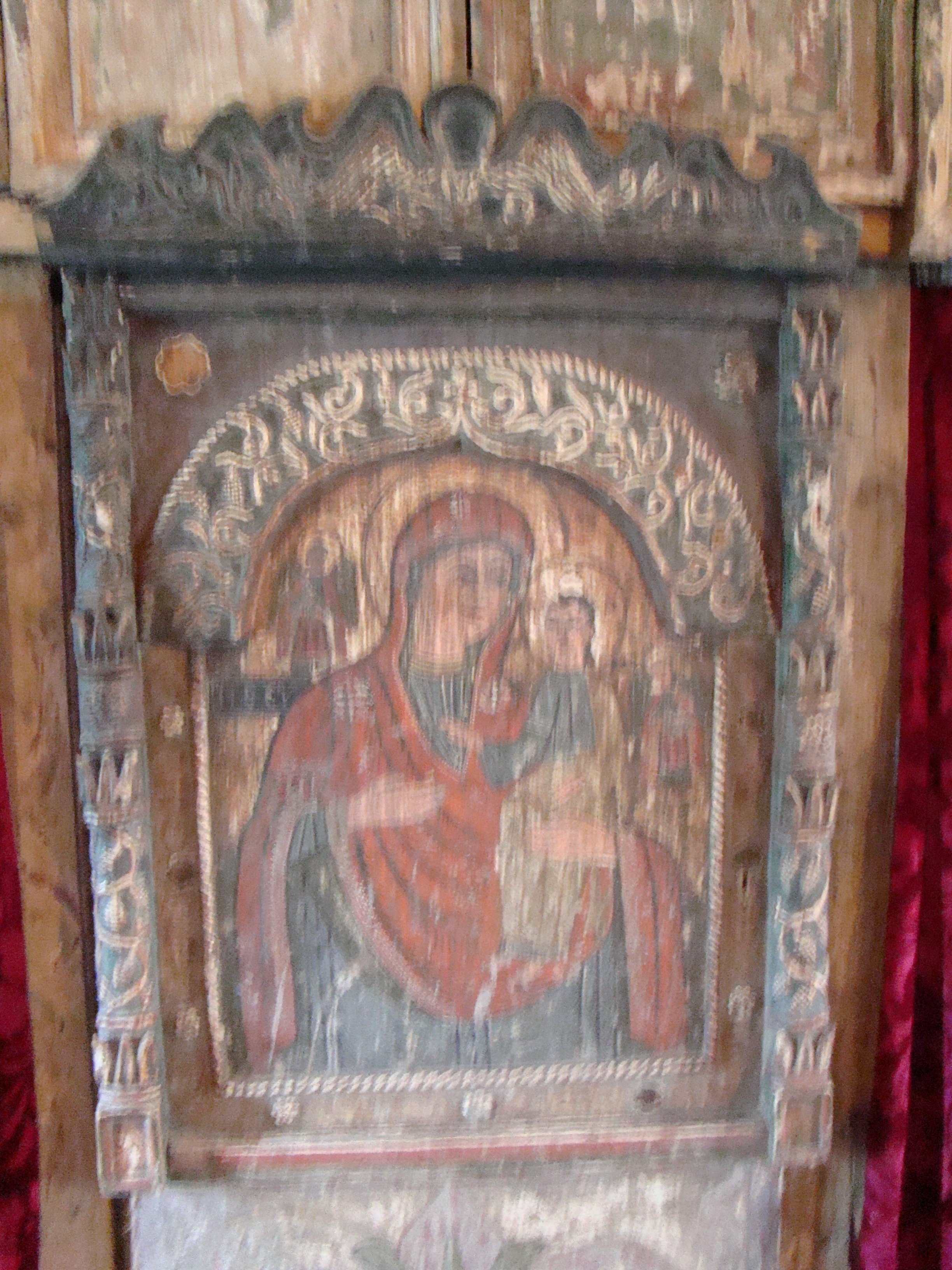
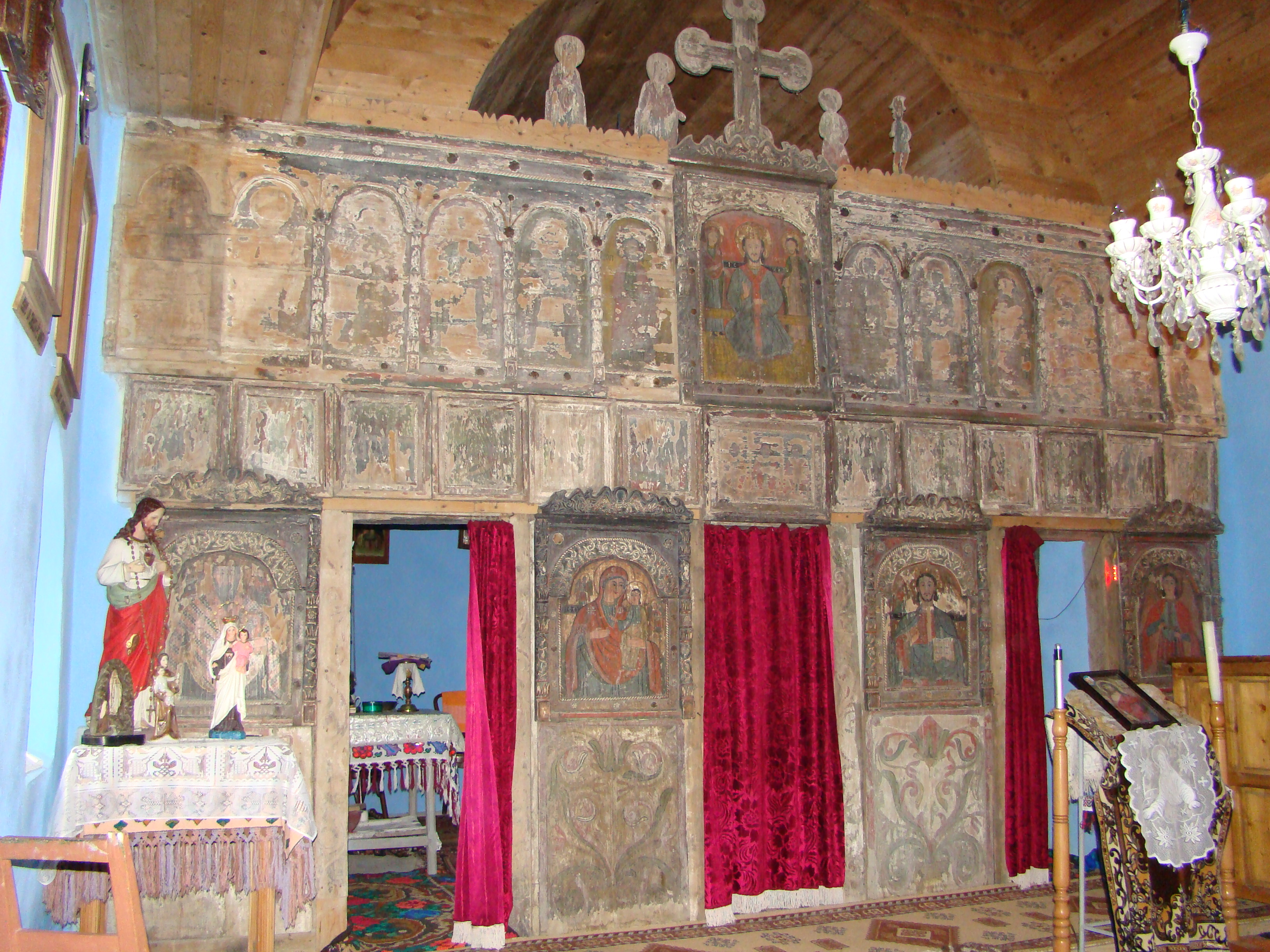
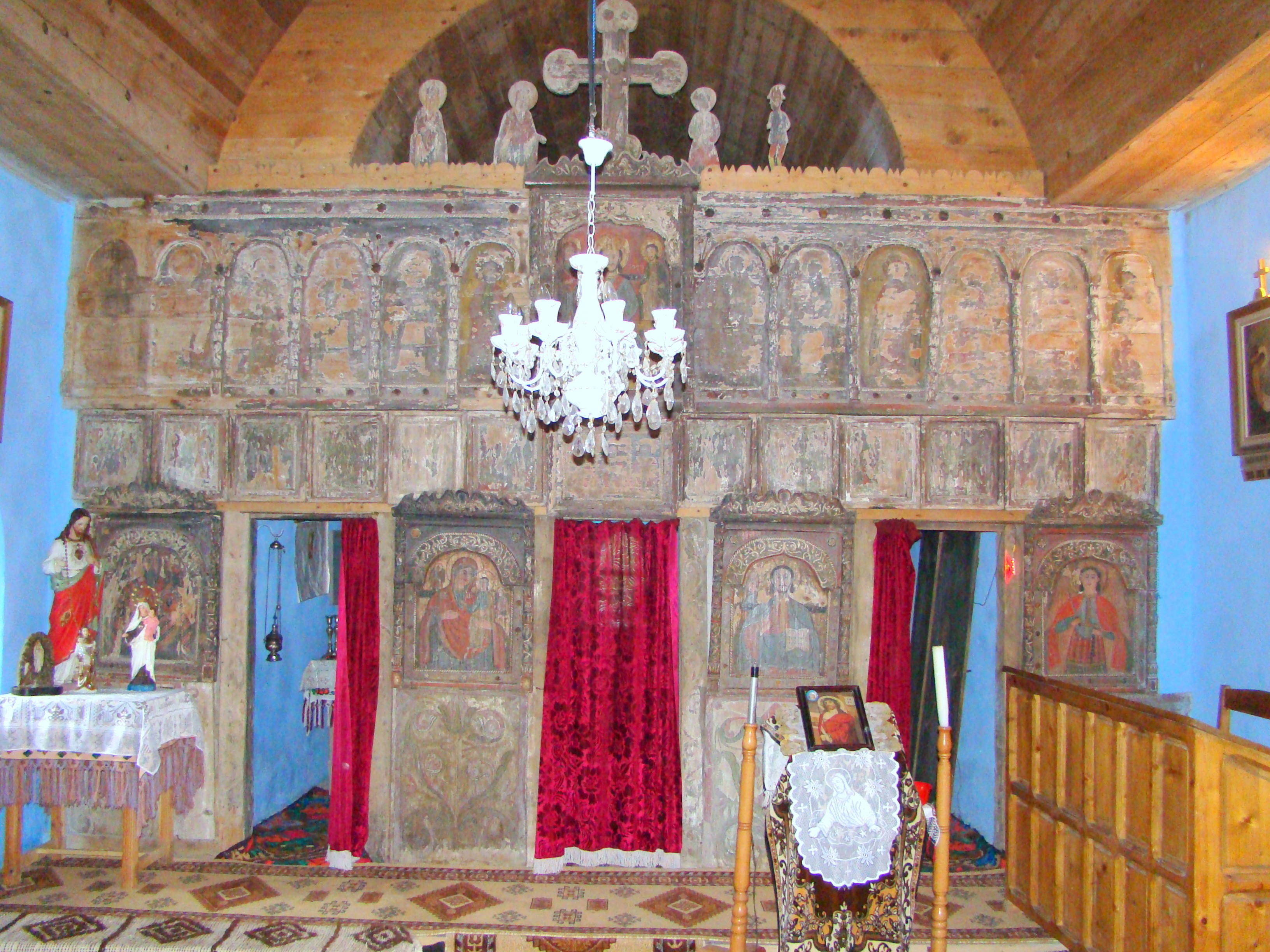
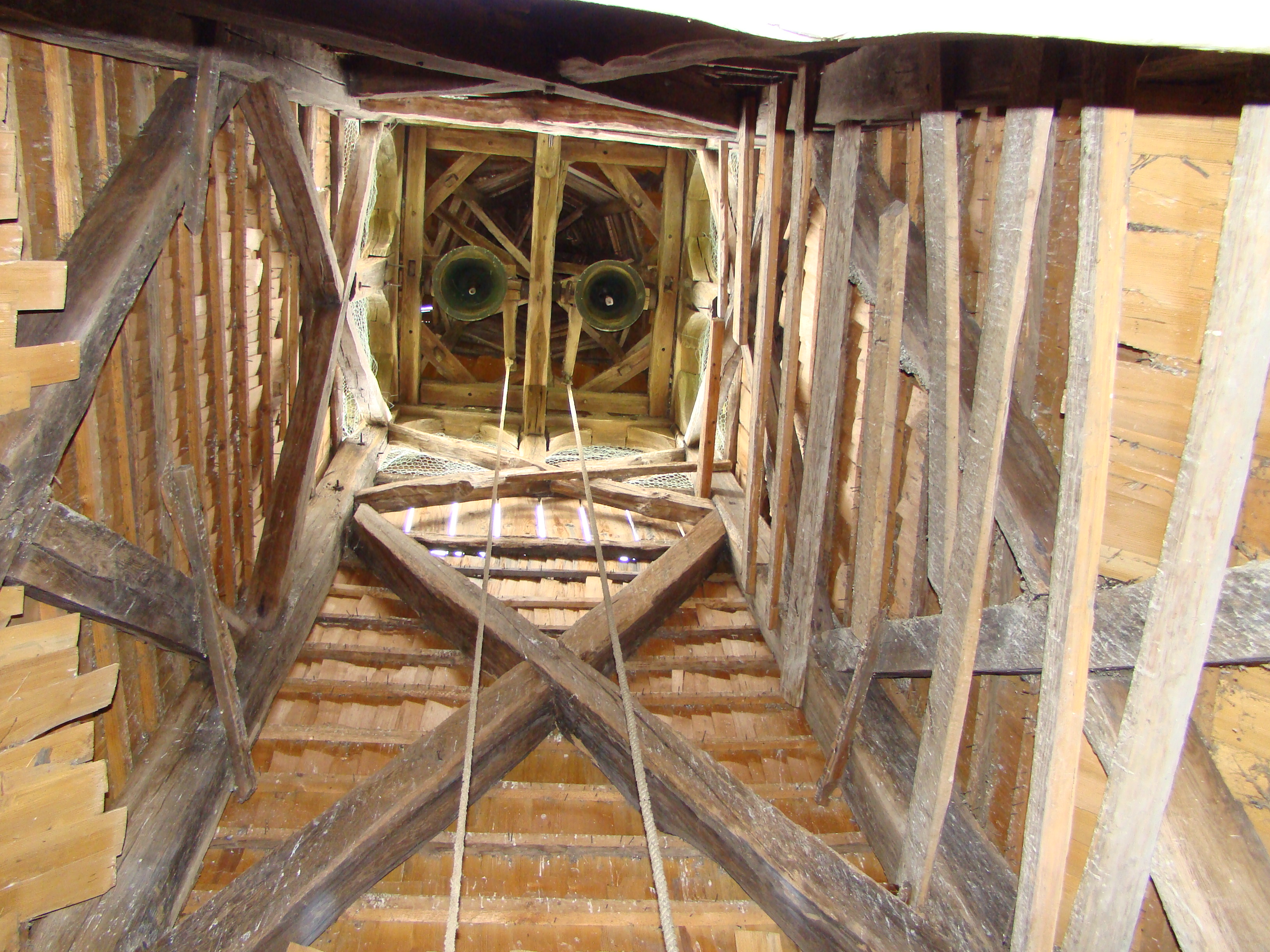
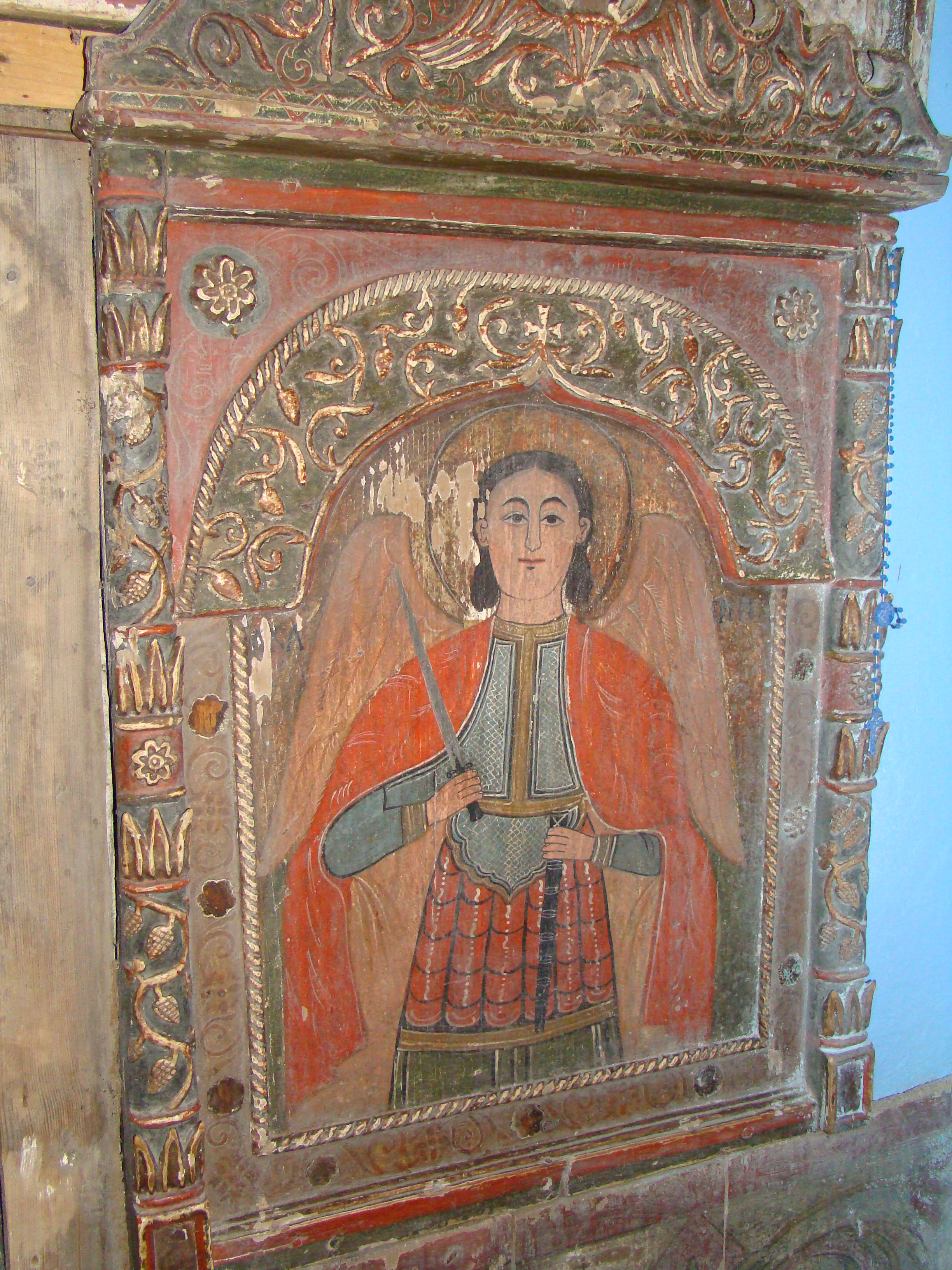
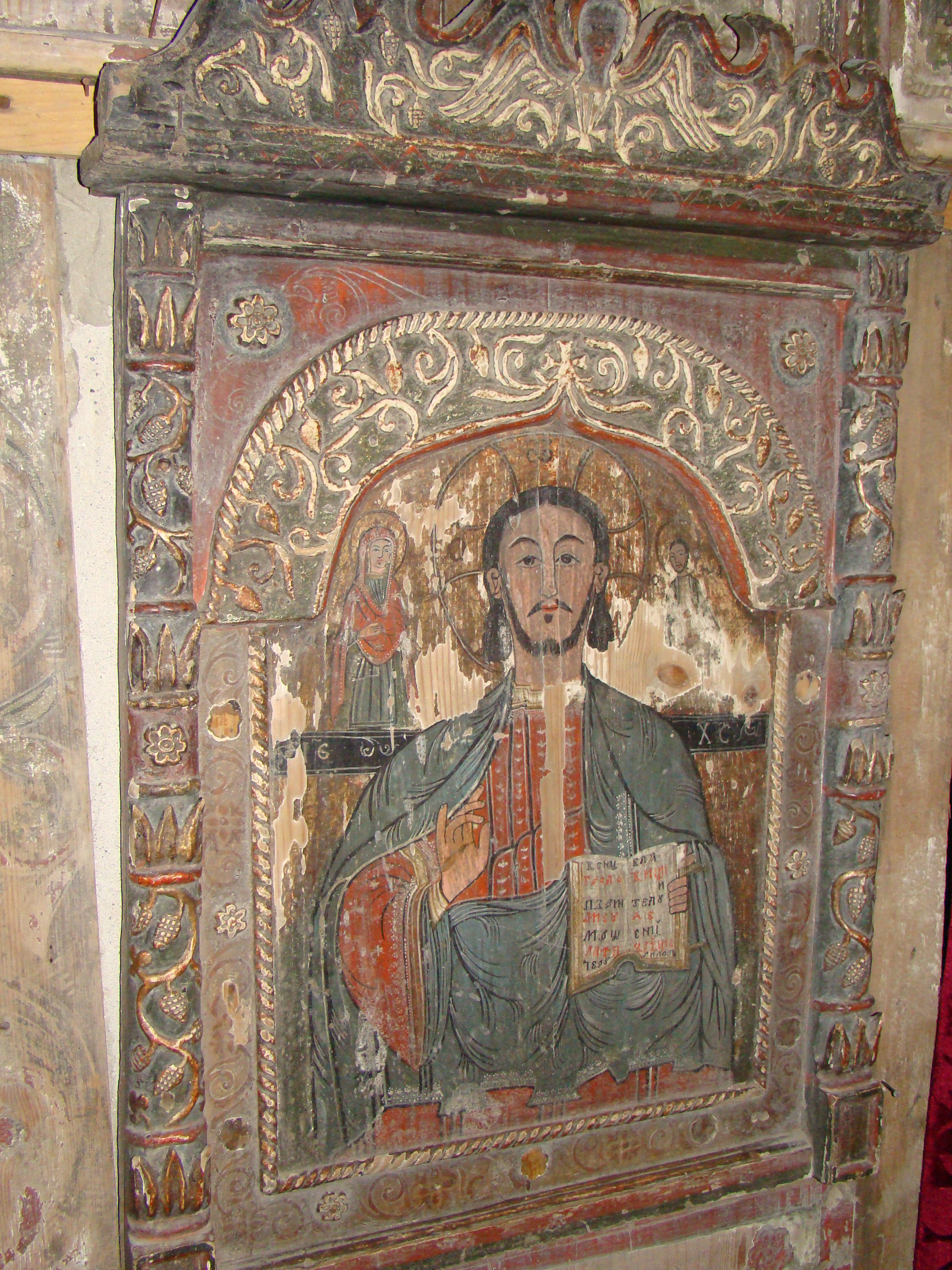
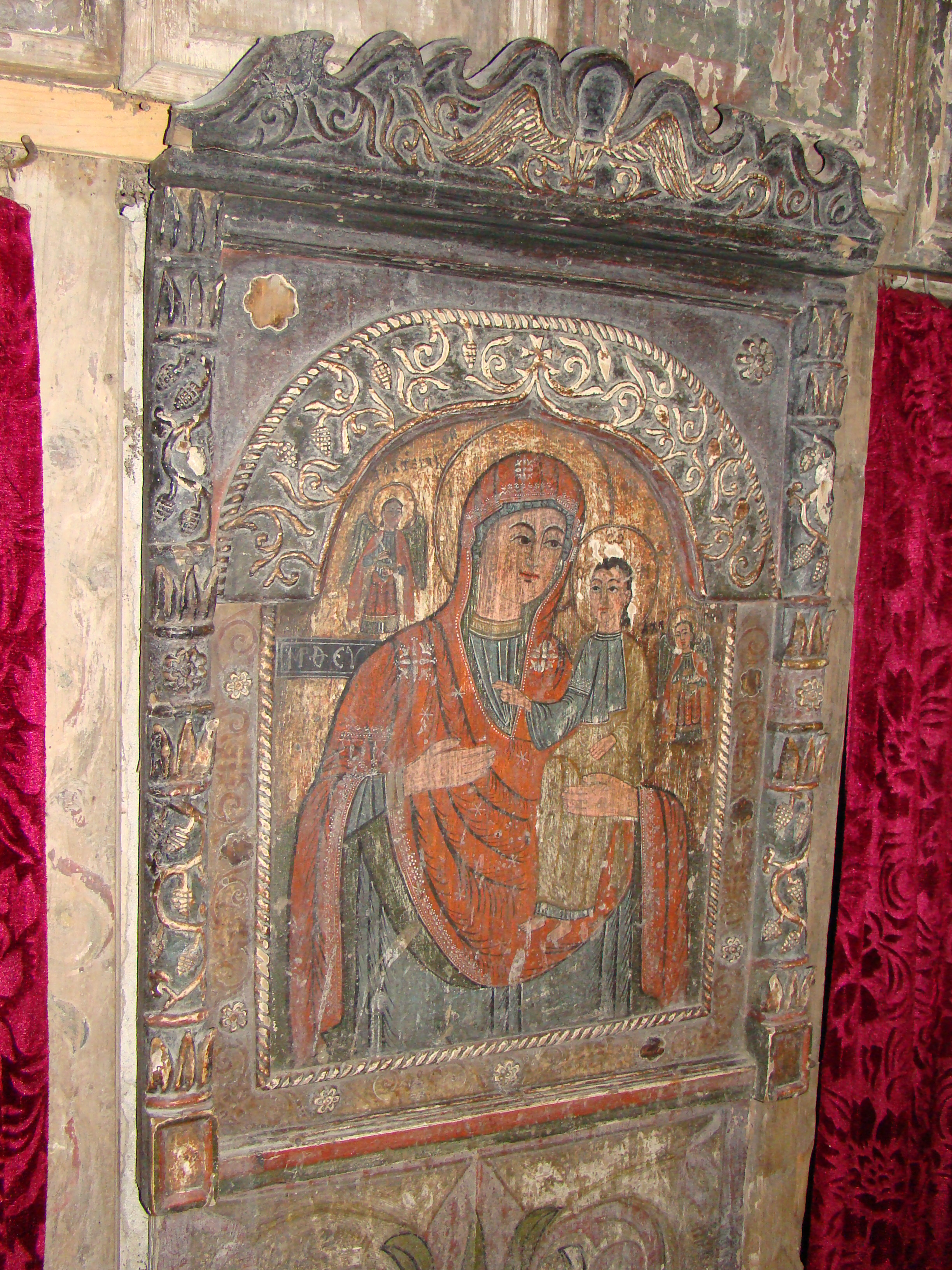
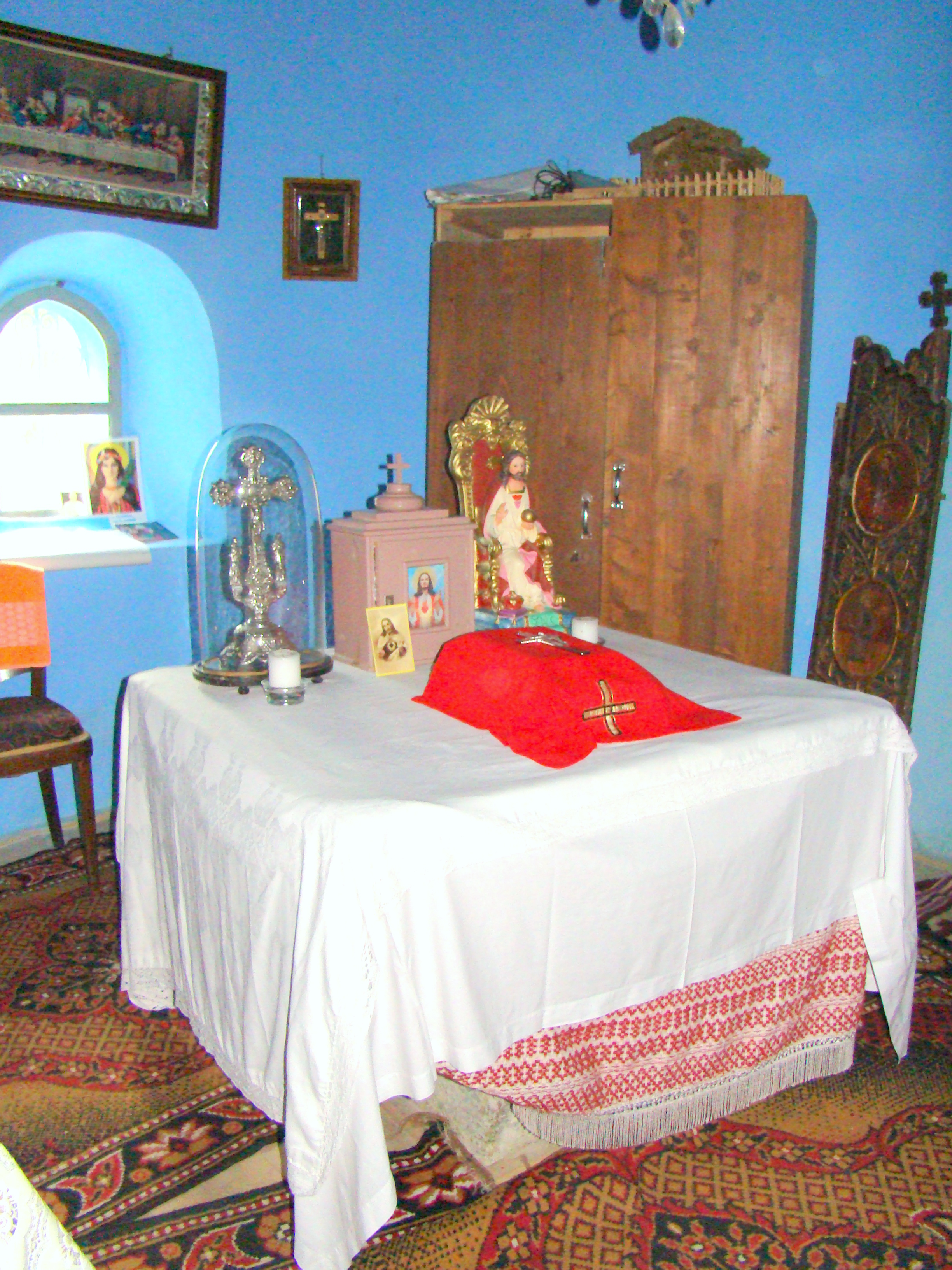